# Get Low (singel Dillona Francisa i DJ-a Snake’a)
„Get Low” – singel amerykańskiego producenta muzycznego Dillona Francisa i francuskiego producenta DJ-a Snake’a. Utwór znalazł się na debiutanckim albumie studyjnym Francisa pt. Money Sucks, Friends Rule. Singel zyskał status złotej płyty w Australii i Kanadzie oraz platynowej w Stanach Zjednoczonych.
Utwór został wykorzystany w soundtrackach do gier Just Dance 2015 i Forza Horizon 2, a także na ścieżce dźwiękowej do filmu Szybcy i wściekli 7 (Furious 7: Original Motion Picture Soundtrack).
W 2015 ukazał się remiks utworu z udziałem amerykańskiego duetu hip-hopowego Rae Sremmurd.

## Kompozycja
W utworze pojawiają się sample z utworu „Alaoui” francusko-algierskiej grupy muzycznej Orchestre national de Barbès. Utwór opiera się głównie na słowach „Get Low” oraz „Barbes, Yalla Habibi”.

## Teledysk
Teledysk do utworu został opublikowany 22 maja 2014 r. w serwisie YouTube. Występują w nim obaj wykonawcy.

## Lista utworów
Digital download – single
| Nr | Tytuł utworu     | Długość |
| -- | ---------------- | ------- |
| 1. | „Get Low”        | 3:33    |
| 2. | „Get Low (Edit)” | 2:50    |

Get Low (Remixes)
| Nr | Tytuł utworu                 | Długość |
| -- | ---------------------------- | ------- |
| 1. | „Get Low” (Rebirth in Paris) | 3:05    |
| 2. | „Get Low” (W&W Remix)        | 3:33    |
| 3. | „Get Low” (TrollPhace Remix) | 3:34    |
| 4. | „Get Low” (Aazar Remix)      | 4:22    |
| 5. | „Get Low” (Neo Fresco Remix) | 4:42    |

## Notowania na listach
| Lista                                      | Najwyższa pozycja |
| ------------------------------------------ | ----------------- |
| Australia (Top 50 Singles)                 | 44                |
| Austria (Ö3 Austria Top 40)                | 55                |
| Belgia (Flandria) (Ultratop 50 Singles)    | 8                 |
| Belgia (Flandria) (Ultratop Dance)         | 31                |
| Kanada (Billboard Canadian Hot 100)        | 48                |
| Francja (Top 200 Singles)                  | 93                |
| Niemcy (Top 100 Singles)                   | 79                |
| Grecja (Billboard Greece Digital Songs)    | 2                 |
| Szkocja (Top 40 Scottish)                  | 64                |
| Wielka Brytania (Singles Top 100)          | 88                |
| Wielka Brytania (Top 40 Dance Singles)     | 23                |
| Wielka Brytania (Top 40 Indie Singles)     | 4                 |
| Stany Zjednoczone (Hot 100)                | 61                |
| Stany Zjednoczone (Dance/Electronic Songs) | 5                 |
| Stany Zjednoczone (Billboard Rhythmic)     | 30                |

## Certyfikaty
| Kraj                     | Certyfikat      | Sprzedaż  |
| ------------------------ | --------------- | --------- |
| Australia (ARIA)         | Złota płyta     | 30 000    |
| Kanada (Music Canada)    | Złota płyta     | 40 000    |
| Stany Zjednoczone (RIAA) | Platynowa płyta | 1 000 000 |